# Dringenbergska kapellet

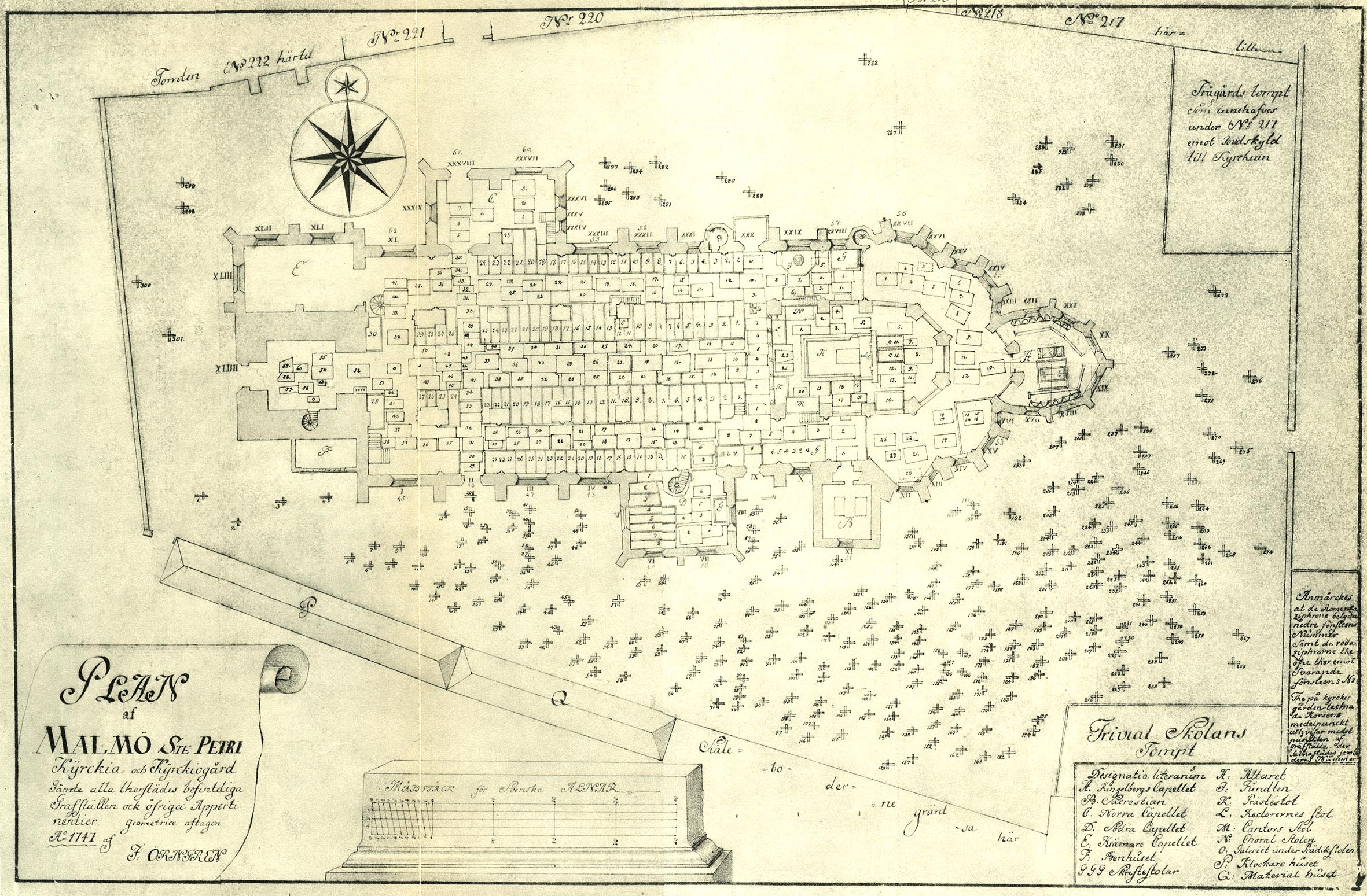
S:t Petri kyrka och Dringenbergska kapellet; uppmätning 1747. På bild syns även den numera (1852) rivna sakristian, som är det mest sydöstligt liggande kapellet på bilden.

Dringenbergska kapellet i Sankt Petri kyrka i Malmö låg direkt öster om kyrkans koromgång. Kapellet uppfördes under 1400-talet och nedrevs 1792. Kapellet är mest känt som platsen för S:t Petri kyrkas äldre bibliotek, det så kallade ”Dringenbergska liberiet”. 
Kapellet kallades under medeltiden för "Heliga tre kongers kapell". Det uppfördes av myntmästaren Henrik Dringenberg och omtalas tidigast 1479. Dess placering direkt öster om koromgången motsvarar  Mariakyrkans i Lübeck korkapell, vilket tjänstgjort som sångarekapell.
1680 var kapellet bristfälligt och reparation skedde av taket. Detta ”var ganske bristfeldigt och af Fienden (under Malmös belägring 1677) sönderskutt”. Två år senare fortsatte man med murningsarbeten i Dringenbergska kapellet och dess valv.
Den äldsta detaljerade kartan över S:t Petri kyrka och Dringenbergska kapellet skapades 1747 av J. Örngren. I kapellet inritas 6 korstolar på södra och 8 på norra sidan.
Vid slutet av 1700-talet var både S:t Petri kyrka och kapellet i starkt förfall. Kyrkoinspektör Sommar ivrade då för kyrkans renovering. Dock var Dringenbergska kapellet så förfallet att man ansåg det ej gick att rädda. S:t Petri kyrkoråd inlämnade därför ansökan om rivning till Malmö magistrat april 1791 och denna vidarebefordrade ärendet till landshövdingen som fattade beslut i april 1792. 
Vid kapellets rivning hittade man enligt ögonvittnen flera makabra saker. En Malmöbo antecknar i sin dagbok sommaren 1792:
"I den pelare, som understödde valvet i munkekapellet, som sades ligga en munk, vilken levande blivit ditmurad, fanns i dag, då den hel och hållen blev nedriven, fyra huvudskallar."
Stadsantikvarie Isberg ger en uppgift från sin farmor om att hon vid rivning av en pelare sett liket av en mumifierad kvinna med barn stående i en dold murnisch i en pelare i kapellet.

## Ögonvittnesbeskrivningar
| ”                          | Med templet (S:t Petri) är i öster förbundet ett kapell, som visserligen icke är stort men livligt besökt. I detta ägde fordom gudstjänster rum, nu tjänstgör det som allmänt bibliotek för nämnda kyrkas tjänare, vilka här, som jag sagt, är flera till antalet och vid denna tid åtnjuta särskilt beröm för sin lärdom. | „ |
| – Mogens Madsen cirka 1587 | |   |

| ”                     | Bakom altaret var ett avstängt rum med gamla katedralmunkstolar, på vilkas pulpeter lågo 47 stora volumina, vardera med järnkedjor fästade i stolarne. Desse voro dels theologica, dels chronologica, dels lexica. En pelare stod här inne, vid vilkens fot en människoskalle var inmurad, där allenast os frontis var borta, att ihåligheten kunde med handen rannsakas, vilket ofelbart varit gjort till ett stänkelsekar. | „ |
| – Carl von Linné 1749 | |   |

| ”                         | Sedan jag avhört skriften till slut, besåg jag det bakom altaret belägne gamle munke kapell, som ännu äger de gamle munkstolarne i behåll, på vilka med järnkedjor ligga fastläste (det må heta att fängsla lärdomen) 41 folianter såsom reliker av munkarnes bibliotek. De kunna anses som prov av de lärdas boksamlingar i Sverige för 200 år sedan. Detta rum är nu ett härligt hemvist för svalorna, som både på böcker och pulpeter till överflöd documenterat sin närvarelse. | „ |
| – Johan Hinric Lidén 1768 | |   |